# Affaire Calle Conferencia
L'affaire Calle Conferencia I et II désigne deux opérations clandestines de la DINA, la police politique du général Pinochet, qui décapita en mai puis en novembre-décembre 1976 la direction du Parti communiste du Chili (PCC). Les deux opérations furent organisées par la Brigade Lautaro, dont l'existence demeura secrète jusqu'en 2007, et ce malgré le contentieux entre Manuel Contreras, le chef de la DINA, et l'ex-dictateur Pinochet.

## Opérations Calle Conferencia I et II et la Brigade Lautaro
Le 12 mai 1976, Victor Díaz, no 2 de la direction clandestine du PCC, et père de Viviana Díaz, vice-présidente de la Agrupación de Familiares de Detenidos Desaparecidos (es) (AFDD, Groupe des familles des détenus-disparus), fut séquestré par la DINA,. Plainte est déposée, mais on ne saura rien jusqu'à 2007.
En fait, les détenus ont été transférés dans une caserne secrète rue Simón Bolívar, sise à La Reina (province de Santiago),. Si on ne sait exactement combien de détenus communistes y furent transférés, il semblerait que tous l'ont été (Jorge Muñoz, l'époux de Gladys Marín; Fernando Ortiz, le père d'Estela Ortiz, directrice de la Junji (Junta Nacional de Jardines Infantiles) et veuve depuis le Caso Degollados de 1985, et Waldo Pizarro, l'époux de la dirigeante décédée de l'AFDD, Sola Sierra, et père de son actuelle présidente, Lorena Pizarro).
Or, cette caserne secrète était le QG de la Brigada Lautaro, l'une des plus importantes numériquement de la DINA mais qui demeura secrète jusqu'en 2007. Outre s'y adonner à la torture (gégène, huile de pied de serpent bouillante), elle y expérimenta notamment du gaz sarin, fabriqué par le chimiste Eugenio Berríos (en), sur les détenus du PCC, en compagnie de Michael Townley,. 
Le Groupe Dauphin (Grupo Delfín), autonome par rapport à la Brigade Lautoro, opérait aussi à partir de ce QG. Il était dirigé par Germán Barriga Muñoz, alors capitaine et l'une des "stars" de la DINA, qui se défenestra le 17 janvier 2005 .
La tête de Victor Díaz fut couverte d'un sac en plastique tandis qu'on lui injectait du cyanure. Selon l'agent Ricardo Lawrence, Pinochet se rendit personnellement au centre de détention de Casa de Piedra, à Cajón del Maipo (es), pour voir Díaz avant qu'il ne fut transféré à la caserne Simón Bolívar .
Le commando comprenait des membres de toutes les branches des Forces armées du Chili (marine, aviation, armée de terre et carabineros), dont des civils, des officiers de l'armée et des dizaines de sous-officiers de toutes les branches. Tous étaient sous la direction de Juan Morales Salgado, alors major et chargé de la sécurité personnelle de Manuel Contreras, le chef de la DINA . Les ordres d'assassinat émanaient directement de Contreras qui les transmettaient à Salgado.
Lors de l'affaire Calle Conferencia II, aussi dite El caso de los 13 (L'affaire des treize), 11 membres de la nouvelle direction clandestine du PCC furent séquestrés, avec deux militants du MIR, entre le 29 novembre 1976 et le 20 décembre 1976. Fernando Ortiz, membre du Comité central du PCC, et Waldo Pizarro avaient été séquestrés, avec cinq autres, le 15 décembre 1976 .
La plupart des corps ont été jetés à la mer.

## Enquête 2007-2010
En mai 2007, le juge chilien Víctor Montiglio inculpa 74 ex-agents de la DINA, pour la plupart inconnus du public, dans le cadre de l'enquête la plus importante concernant les opérations de cette police. Outre 8 agents déjà inculpés entre 2000 et 2005 (dont Manuel Contreras, qui échappa à l'inculpation au motif de la « chose jugée » , Miguel Krassnoff et Ricardo Lawrence, inculpés par le juge Juan Guzmán), on comptait l'ex-ministre de l'Intérieur César Benavides et le colonel Carlos Mardones Díaz, ex-commandant du Comando de Aviación del Ejército. Ce dernier fut inculpé parce que les détenus étaient ensuite jetés à la mer à bord d'hélicoptères Puma, qui partaient de Peldehue (es), au nord de Santiago . 
Le brigadier Antonio Palomo Contreras, qui pilotait les vols de la mort et fut longtemps le pilote personnel de Pinochet, fut également inculpé. Il avait également, sur ordre de Pinochet, piloté l'hélicoptère du général Carlos Prats le 15 septembre 1973 après la décision de ce dernier de s'exiler en Argentine. Par ailleurs, avec Luis Felipe Polanco, également inculpé, il avait piloté le Puma lors de la Caravane de la mort (septembre-octobre 1973) .
Enfin, le témoin principal de l'affaire, dont l'identité reste confidentielle, a également été inculpé, mais mis à l'écart des autres suspects. Alors qu'une partie des suspects étaient en détention provisoire sous la garde de l'armée, et une autre en liberté conditionnelle, l'agent civil Carlos Segundo Marco Muñoz de la Brigade Lautaro, qui faisait partie des inculpés et venait de témoigner sur l'assassinat du diplomate Carmelo Soria, se suicida fin mai 2007.
L'enquête fit découvrir l'existence de la caserne Simón Bolívar et de la Brigada Lautaro de la DINA, à l'origine chargée de la sécurité personnelle de Manuel Contreras, chef de la DINA, et qui avait participé notamment à l'opération Colombo puis à l'assassinat des dirigeants du PCC dans le cadre des opérations Calle Conferencia. Plus de 60 personnes sont poursuivies pour l'assassinat de Victor Díaz .
Fin 2009, le juge Montiglio inculpa à nouveau 120 ex-membres de la DINA, dont 60 n'avaient pas été inculpés auparavant. L'inculpation concerne l'opération Condor, l'opération Colombo et l'affaire Calle Conferencia I et II. 
Selon l'enquête, la deuxième opération Calle Conferencia (fin novembre-début décembre 1976) fut dirigée par la Brigada Lautaro de la DINA, commandée par le capitaine de l'armée Juan Morales Salgado, et par les groupes opérationnels dirigés par Ricardo Lawrence et Germán Barriga, respectivement capitaines des carabinieri et de l'armée.